# Вуйцин-Б
Вуйцин-Б (пол. Wójcin B) — село в Польщі, у гміні Парадиж Опочинського повіту Лодзинського воєводства.
Населення — 134 особи (2011).
У 1975-1998 роках село належало до Пйотрковського воєводства.

## Демографія
Демографічна структура станом на 31 березня 2011 року:
|          | Загалом | Допрацездатний вік | Працездатний вік | Постпрацездатний вік |
| -------- | ------- | ------------------ | ---------------- | -------------------- |
| Чоловіки | 71      | 23                 | 40               | 8                    |
| Жінки    | 63      | 11                 | 34               | 18                   |
| Разом    | 134     | 34                 | 74               | 26                   |